# Gornji Kamengrad
Gornji Kamengrad bosnyák falu Bosznia-Hercegovinában, a Bosznia-hercegovinai Föderáció Una-Szanai kantonjában, Sanski Most községben. 

## Fekvése
Bosznia-Hercegovina északnyugati részén, Bihácstól légvonalban 53, közúton 73 km-re keletre, Sanski Mosttól légvonalban 10, közúton 11 km-re északnyugatra fekvő dombos, erdős területen, a Sanski Most – Bosanska Krupa regionális úton, a Hatiraj-patak völgyében és a környező dombokon található. A patak Čirkićától északra, 528 méter magasságban ered és 9 km megtétele után a délkeletre fekvő Donji Kamengradnál ömlik a Bliha folyóba.

## Népessége
| Nemzetiségi csoport | Népesség 1991 | Népesség 2013 |
| ------------------- | ------------- | ------------- |
| Szerb               | 1             | 1             |
| Bosnyák             | 1380          | 1309          |
| Horvát              | 0             | 0             |
| Jugoszláv           | 0             | 0             |
| Egyéb               | 6             | 1             |
| Összesen            | 1387          | 1311          |

## Története
A ma Donji Kamengrad területén található Kamengrad várát 1374-ben említik először a zágrábi káptalan egy korabeli oklevelében, melyben a káptalan megerősíti egy Kamengrad vára melletti föld megvásárlását. Egyházi szempontból Kamengrad a zágrábi egyházmegyéhez tartozott. A 14. században már biztosan működött itt katolikus plébánia. Az adatok szerint Kamengrádban volt egy ferences kolostor is, amelyet a törökök, minden bizonnyal még 1530 előtt leromboltak. Miután 1453-ban elfoglalta Konstantinápolyt II. Mehmed oszmán szultán hozzálátott a görög, albán és szerb régiók meghódításához, majd 1463-ben megtámadta Tomašević István bosnyák királyt. Miután Mehmed elfoglalta Jajcát, Ključban elfogatta a királyt, majd kivégeztette. Ezzel Bosznia végleg elvesztette függetlenségét, és török uralom alá került. Még abban az évben I. Mátyás magyar király behatolt Boszniába hatalmába kerítve az usorai és donji kraji részeket, a Donji krajból megalapította Jajcai, az Usorából pedig a Szreberniki bánságot. Jajcát 1528-ban a török visszafoglalta, de a korabeli forrásokból nyilvánvaló, hogy Kamengrad már 1499-től oszmán fennhatóság alatt állt. A törökök behatolása ezekre a vidékekre, valamint uralmuk a lakosság nagy részének kivándorlásával járt azon szomszédos területekre, amelyeket a törökök még nem hódítottak meg. Emiatt a lakosság létszáma nagymértékben lecsökkent és az egész környék jelentősen elnéptelenedett.
A források szerint amikor a törökök elfoglalták ezeket a vidékeket, még léteztek a középkori megyék, melyek egyike Szana volt, benne Kamengrad várával, mely a vidék fő erőssége volt. Amikor a törökök elfoglalták Kamengradot, ez lett az azonos nevű náhije székhelye, amely az egykori Szana megye egy részét is magában foglalta. Egy 1512-es török dokumentum szerint a törökök tízezer főnyi katonaságot állomásoztattak Kamengranál. 1518-ban Beriszló Péter horvát bán sikertelenül támadta a a várat. Krupa várának 1565-ös elfoglalásáig Kamengrad volt a Horvátország ellen induló török támadások fő kiinduló támaszpontja. 1574-től Kamengrad lett a török bírói hatalom a kádi székhelye, majd 1624-ben a Kamengradi kapitányság székhelye is. Miután 1711-ben felszámolták a Bihácsi szandzsákot a Boszniai pašaluk újjászervezésével, ugyancsak Kamengrad lett az új kadiluk központja, amely megegyezett Banja Luka, Bihács és Jajca jogállásával. A Kamengradi kadiluk a következő plébániákat, illetve várakat foglalta magában: Kamengrad, Pećigrad (Tur Mihalpekler), Šturlić, Mala Kladuša, Velika Kladuša, Podvizd, Vranograd (Vrnograč), Todornovi, Bužim, Stijena, Stari Majdan (Madeni Atik) Sana (Ključ), Bilaj, Blagaj, Jezerski, Krupa, Otoka (Adai Kebir), Sanski Most (Jisri Sana), Cazin és Ostrožac. Két török defter is megerősíti, hogy a Szanai náhije és a Kamengradi náhije egy időben létezett. Ezek szerint a Kamengradi náhije a Kamengradtól nyugatra, északra és délre eső területet, valamint néhány tőle keletre eső területet fedett le; a Szanai náhije pedig Pobriježje és néhány, a Szana folyó jobb partján fekvő falu, valamint a mai Sanski Mosttól délre eső Tomina, Kijevo és Čaplje, valamint a Szana folyó mindkét oldalán, és a mai Sanski Mosttól északra fekvő Oštra Luka, Sasina, Stratinska és Čarakovo területére terjedt ki.
Božić zászlós 1785-ből származó jelentése szerint Kamengrad falu, körülbelül 10-12 muszlim házzal, egy toronnyal és egy várral rendelkezett. Az itteni torony csak ebben a jelentésben szerepel. Hogy ez milyen torony volt, egy a vár alatti palánk vagy külön torony, azt a kéziratból nem lehet megállapítani, és a torony maradványai sincsenek meg, amelyek magyarázatot adhatnak erre az információra. Azt más forrás is megerősíti, hogy a vár alatt egy palánkvár is volt, mely nagyrészt kőből épült, amint azt maradványai mutatják, de nem kizárt, hogy faépületei is voltak. Valószínűleg kisegítő szerepe volt, és inkább a hadsereg elhelyezésére, mint a felette lévő erőd közvetlen védelmére szolgált. Erről a palánkról sincsenek dokumentumok, kivéve H. Kreševljaković 1933-as leírását, aki amikor Kamengradban járt rögzítette azt az információt, amelyet a falu lakói alsóvárnak hívtak.
Az 1875-1878-as törökellenes felkelés során 1876. július 13-án a felkelők több falut elfoglaltak és felgyújtottak, majd visszatértek a Grmeč-hegységbe. Ezek között volt Donji és Gornji Kamengrad is. Az osztrák-magyar megszállás 1878. július 29-én kezdődött, melynek során osztrák-magyar csapatok Josip Filipović parancsnoksága alatt számos csatát vívtak muszlim egységekkel. Miután három napos csata után szeptember 8-án elfoglalták Kljućot, harc nélkül vonultak be Kamengradba. Az 1878-as osztrák-magyar összeírás szerint Kamengradnak ekkor 45 háza volt 258 muszlim lakossal. A kamengradi muszlim gyülekezethez Demiševci, Đedovača, Došci, Hajradin, Hotiraj, Husimovci (Husimovci Srpski, Husimovci Turski és Štrpci), Kamengrad (Čatići, Griže és Kamengrad), Krči, Naprelje (Alagići, Banovac Han, Bašići, Mandankići és Naprelje), Okreč, Staza és Vršuše falvak tartoztak. 1910-ben Donji Kamengradnak 1305, Gornji Kamengradnak 757 lakosa volt. 1921-ben Kamengrad község 2125 lakossal rendelkezett. 1931-ben Gornji Kamengrad községnek 1038 háza és 6518 lakosa volt, melyből 2377 szerb ortodox, 4090 muszlim, valamint 51 katolikus volt. 1932-ben felépült Gornji Kamengrad elemi iskolája.
A Gornji Kamengrad-i muszlim gyülekezetnek jelenleg 199 háztartása van. A mecsetet 1930-ban építették. 1993-ban, a Bosznia-Hercegovina elleni szerb agresszió idején lerombolták, majd 2001-ben újjáépítették. A gyülekezet az említett mecseten kívül iskolát, imámházat, gasulhanát és temetőt is birtokol.

## Nevezetességei
- A falu mecsete a minarettel 1930-ban épült. 1993-ban a falut elfoglaló szerbek lerombolták, de 2001-ben a helyiek újjáépítették.

- Kamengrad várának romjai a szomszédos Donji Kamengrad területén találhatók.